# Rue Massillon (Nantes)
Pour l’article homonyme, voir Rue Massillon.
La rue Massillon est une voie de Nantes, en France.

## Situation et accès
Située dans le centre-ville de Nantes, la rue Massillon, qui relie la place Eugène-Livet à la rue Désiré-Colombe, est bitumée et ouverte à la circulation automobile.

## Origine du nom
Elle rend honneur de Jean-Baptiste Massillon (1663-1742), évêque de Clermont-Ferrand, qui fut également membre de l’Académie française.

## Historique
La rue fut ouverte entre 1830 et 1835 et baptisée le 27 octobre 1837.